# Église Saint-Gothard de Hildesheim
Pour les articles homonymes, voir Église Saint-Godard.
L'église Saint-Gothard (1133-1172) (en allemand : St. Godehard Kirche ou Basilika St. Godehard) est une église romane située à Hildesheim, en Allemagne, et qui était anciennement l'église d'une abbaye bénédictine. C'est actuellement une basilique mineure qui a conservé presque entièrement sa forme originale.

## Histoire
L'église est dédiée à Gothard, canonisé en 1131, qui fut évêque de Hildesheim (1022-1038) et qui a terminé la construction de l'abbatiale Saint-Michel.
Au début de son épiscopat, en l'honneur de Gothard, l'évêque Bernhard décide de fonder un deuxième monastère bénédictin à Hildesheim.
La première pierre est posée en 1133. En 1136, une première communauté venue de l'abbaye de Fulda s'y installe avec comme premier abbé, Frédéric (1136-1156 ou 1159). L'évêque Bernhard meurt en 1153 et est enterré dans le chœur de l'église non terminée. La date de 1172 est communément admise comme étant la date de fin des travaux. L'église est consacrée au cours de l'épiscopat de l'évêque Adelog (1171-1190). L'autel Sainte-Madeleine, placé dans le massif occidental, est consacré en 1187. Les tours ne sont terminées que dans la première moitié du XIIIe siècle.
En 1406, l'abbaye s'affilie à la Congrégation de Bursfelde. L'abbé Henning Karlberg (1493-1535) fait entreprendre des travaux importants à partir de 1500. De 1504 à 1512, des travaux portent sur le chœur principal. Sous l'abbatiat d'Hermann Dannhausen (1566-1628), les tours occidentales sont reconstruites et le clocher de la croisée est restauré. 
Le monastère est fermé en 1803 et est utilise comme grange à foin par la ville de Hildesheim, l'église redevient un lieu de culte en 1815.

## Galerie

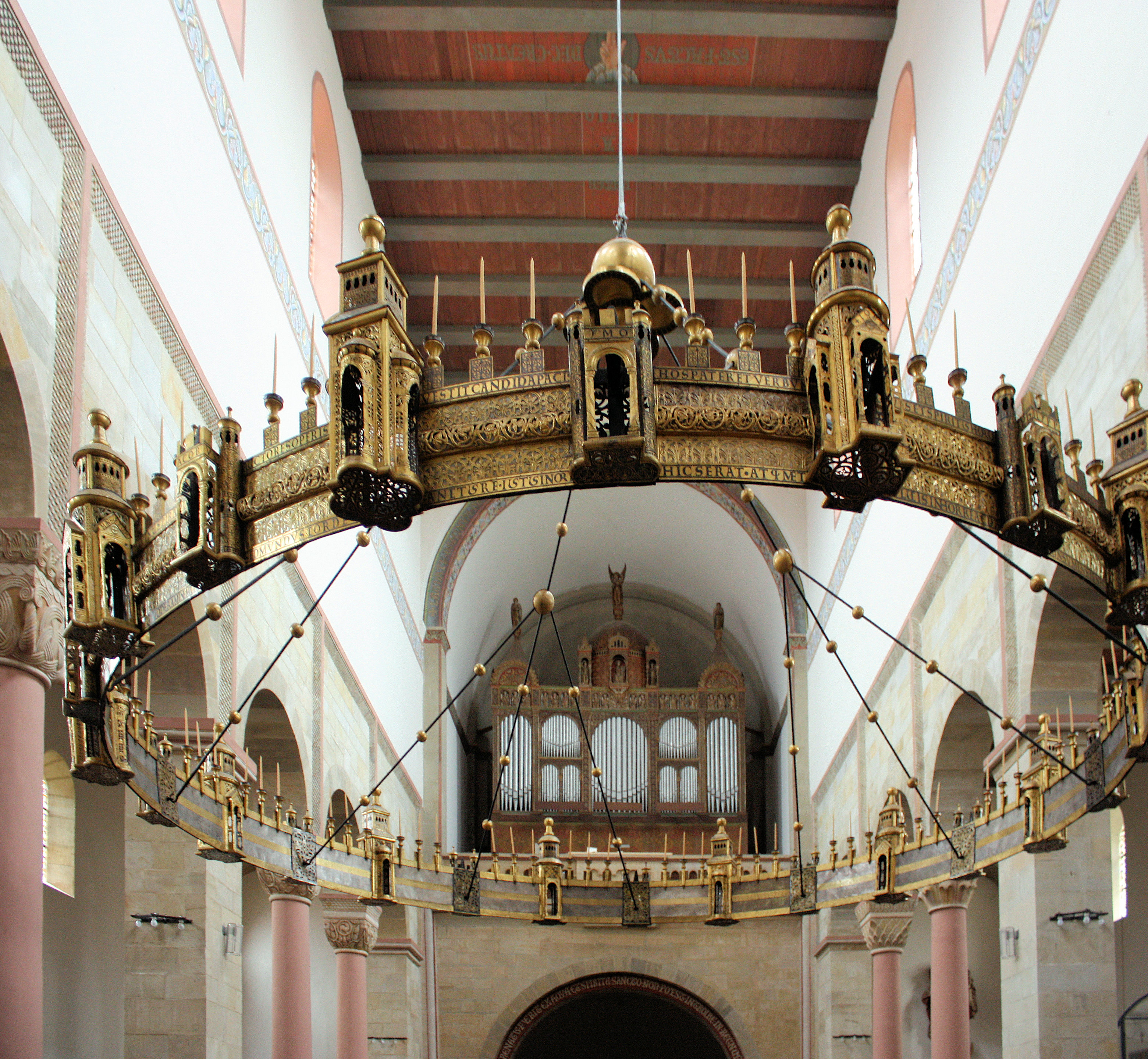
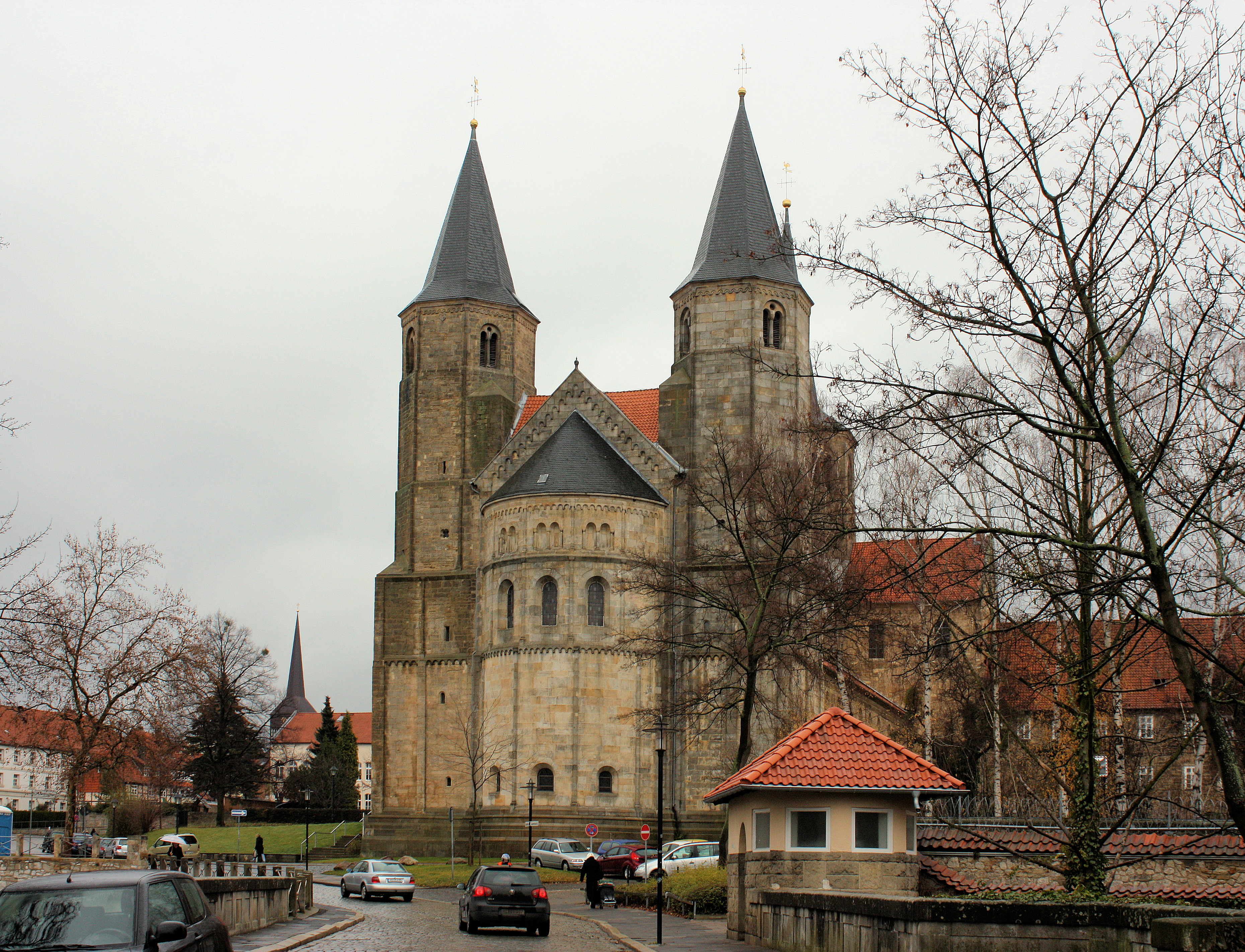
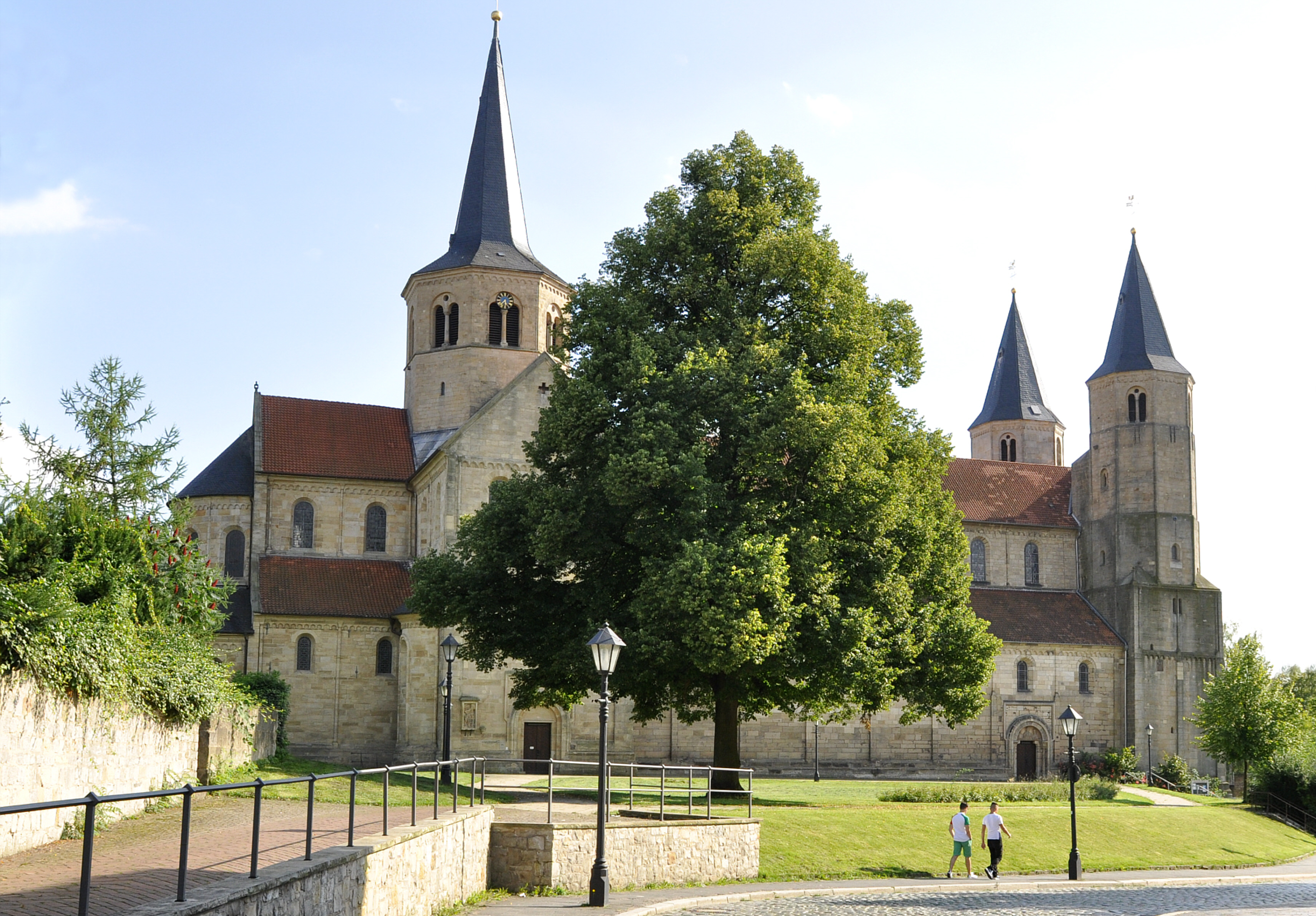
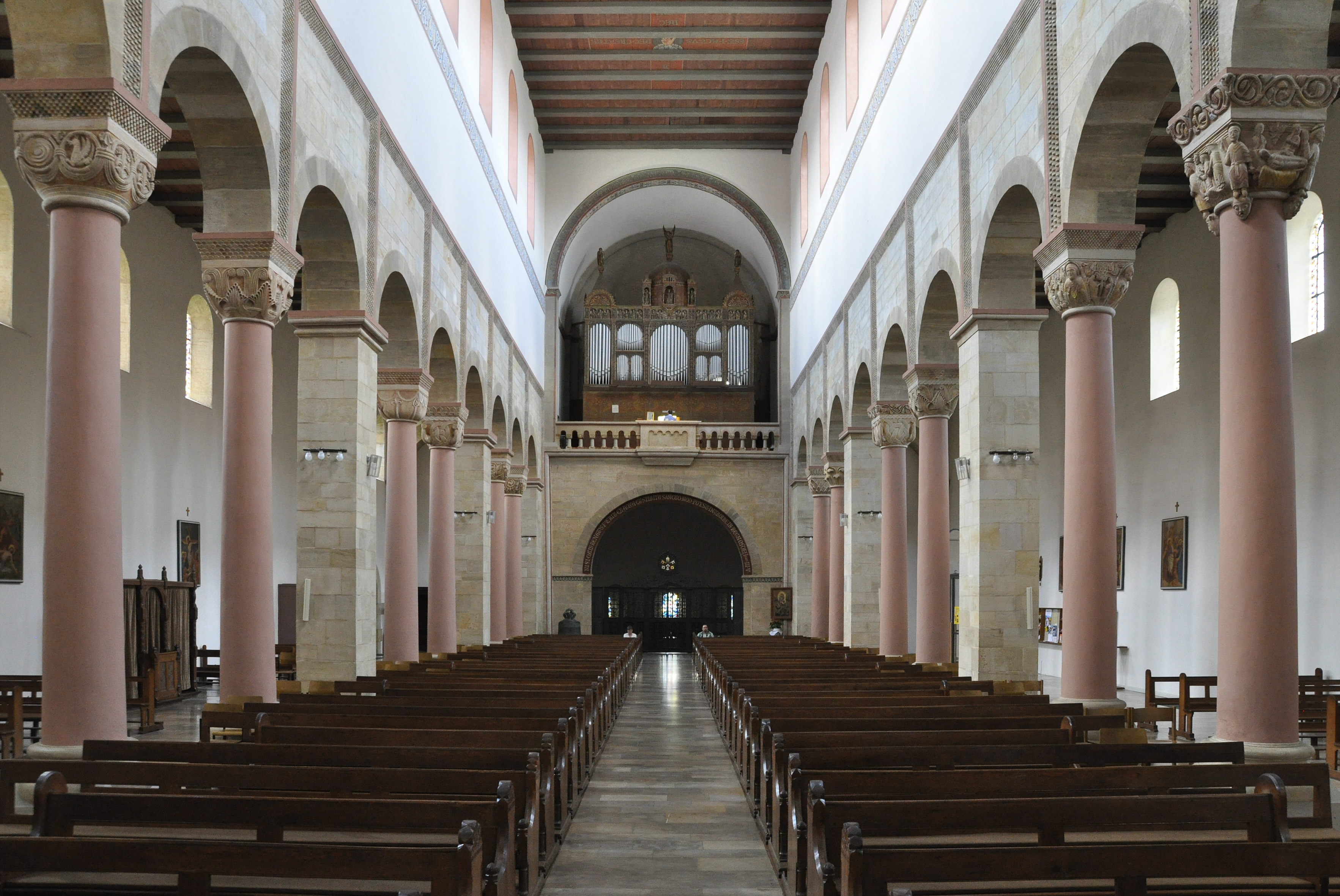